# Louis-Georges Niels
Louis-Georges Niels (* 2. Mai 1919 in Brüssel; † 16. Februar 2000 in Miami, Florida, Vereinigte Staaten) war ein belgischer Bobsportler. 

## Karriere
Niels nahm 1948 an den ersten Olympischen Winterspielen  nach dem Zweiten Weltkrieg in St. Moritz teil. Gemeinsam mit Max Houben, Alfred Mansveld und Jacques Mouvet gewann er die Silbermedaille im Viererbob-Wettkampf und belegte mit Marcel Leclef den 10. Platz im Zweierbob-Wettkampf.

## Rücktritt
Nach dem Ende seiner Karriere emigrierte Niels in die Vereinigten Staaten und betrieb ein Restaurant in Miami.

## Erfolge
Olympische Spiele
- St. Moritz 1948: Silbermedaille im Viererbob, 10. Platz im Zweierbob